# Червена книга на Киргизстан
Червената книга на Киргизстан (на киргизки: Кыргыз Республикасынын Кызыл китеби) представлява анотиран списък с редки и намиращи се под заплаха от изчезване от Киргизстан животни, растения и гъби. Известни са две издания: първото от 1985 г. (тогава на Киргизската ССР), а второто от 2006 г.

## Списък с видовете
Първото издание включва:
- 13 вида и подвида бозайници
- 20 вида и подвида птици
- 3 вида влечуги
- 2 вида риби
- 5 вида насекоми
- 65 вида висши растения

Второто издание включва:
- 23 вида бозайници
- 7 вида риби
- 2 вида земноводни
- 8 вида влечуги
- 53 вида птици
- 89 вида висши растения
- 6 вида гъби

## История на създаването
През 1981 г. правителството на Киргизката ССР утвърждава списък с видове, които следва да бъдат включени в
националната Червена книга. През 1984 г. е изготвен и допълнителен списък. Така в първото издание на книгата е трябвало да бъдат включени 13 вида и подвида бозайници, 31 вида и подвида птици, 3 вида влечуги, 1 вид риба, 16 вида насекоми и 65 вида висши растения. Практически обаче в първото издание са включени видовете само от списъка от 1981 г.